# Курсов ъгъл
Курсов ъгъл e понятие от навигацията, обозначаващo ъгъла между диаметралната плоскост на плавателен съд и направлението на някакъв наблюдаван от съда обект. Курсовият ъгъл се измерва в градуси, отброявани от азимуталния кръг от 0° до 180° по страната на десния или левия борд спрямо носа на кораба.
Направлението, перпендикулярно на диаметралната плоскост на съда, т.е. съответстващо на курсов ъгъл равен на 90° се нарича траверс (ляв или десен).
При радиозасичане се използва и кръговата система за отброяване (от 0° до 360°). В този случай:
КУ (курсов ъгъл) = ИП (истински пеленг) − ИК (истински курс).
В англоезичните пособия по навигация самостоятелното понятие „курсов ъгъл“ не съществува. Вместо него има разновидност на пеленга, под името „относителен пеленг“ (на английски: relative bearing).